# Cotoneaster humilis
Cotoneaster humilis är en rosväxtart som beskrevs av Stephen Troyte Dunn. Cotoneaster humilis ingår i släktet oxbär, och familjen rosväxter. Inga underarter finns listade i Catalogue of Life.